# Château de Pupetières
Le château de Pupetières est un château du XIXe siècle qui se dresse sur la commune de Châbons, dans le département de l'Isère et la région Auvergne-Rhône-Alpes, en France. 
La famille de Virieu est propriétaire du domaine depuis le XIIIe siècle, date de la construction du château primitif, alors simple maison forte. Entre 1861 et 1866, Alphonse de Virieu, fils d’Aymon, décide de confier la reconstruction de Pupetières à deux architectes : Denis Darcy, pour les communs et Eugène Viollet-le-Duc, pour le château dans un style néogothique. 
Le domaine de Pupetières est également lié au séjour du poète Alphonse de Lamartine qui y écrivit une de ses œuvres les plus célèbres, d'inspiration romantique et intitulé, Le Vallon, lequel inspirera, à son tour, la comtesse Anna de Noailles.
Le château et ses communs font l’objet d’un classement au titre des monuments historiques par arrêté du 8 novembre 1972. Propriété privée, le parc et l'édifice sont cependant ouvert aux visites, les horaires d'ouverture et le prix d'entrée étant fixés par le propriétaire.

## Situation et accès

### Situation

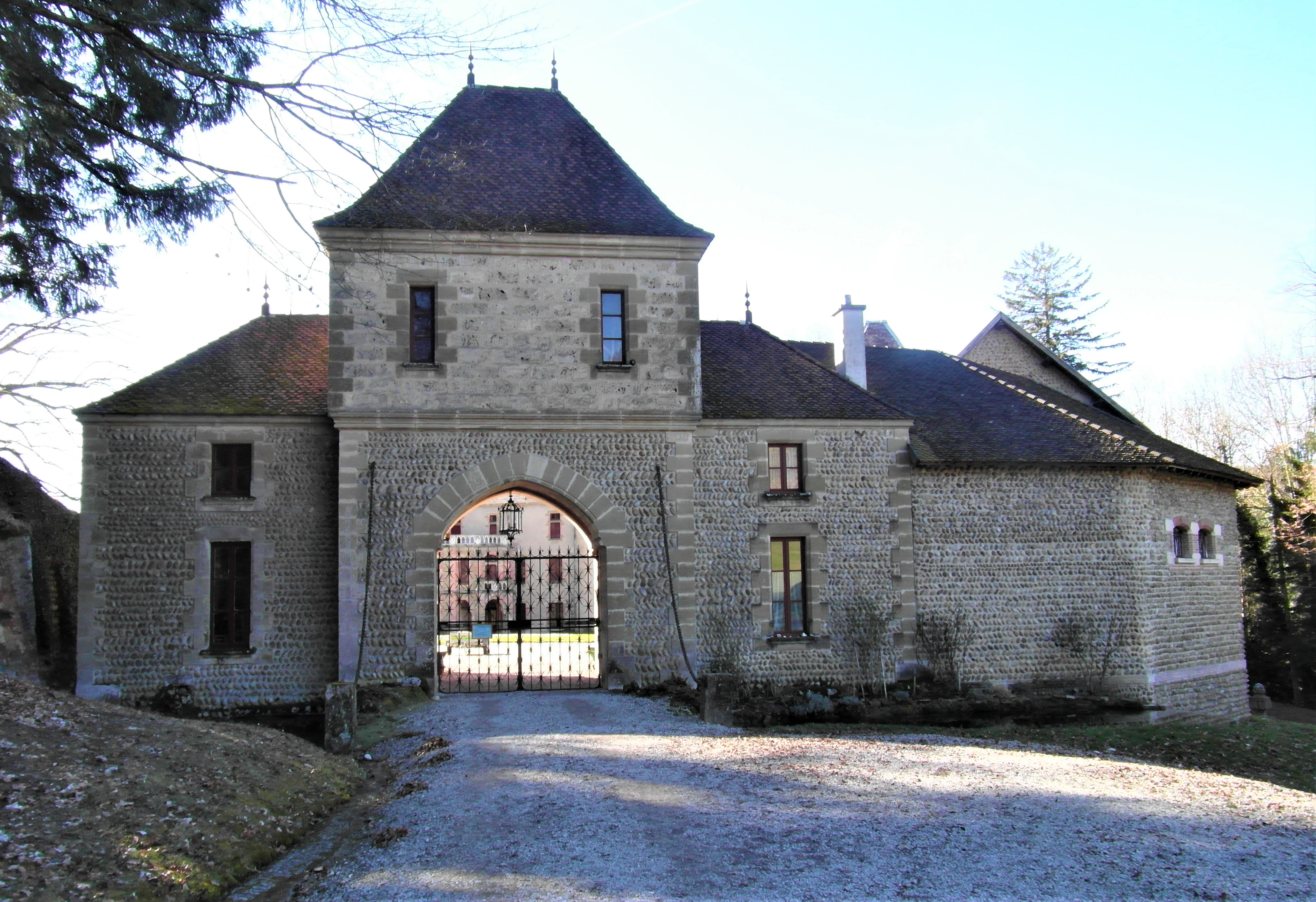
Pupetières (entrée du domaine)

Le château de Pupetières est situé dans la partie septentrionale du département français de l'Isère, sur le territoire de la commune de Chabons, dans le canton du Grand-Lemps. 
Dominant la vallée de la Bourbre, mais en léger contrebas du « vallon de Lamartine » et de la Combe Férouillat qui le sépare de l'ancienne chartreuse de la Sylve-Bénite, l'édifice se dresse à moins de trois kilomètres de la petite ville de Virieu qui héberge, elle aussi, aussi un château classé, ainsi qu'à quinze kilomètres de Voiron, ville la plus importante de son secteur géographique (distances calculées à vol d'oiseau). Le château est également situé à proximité de la chapelle Notre-Dame de Milin où un pèlerinage est toujours actif au cours du XXIe siècle.

### Accès

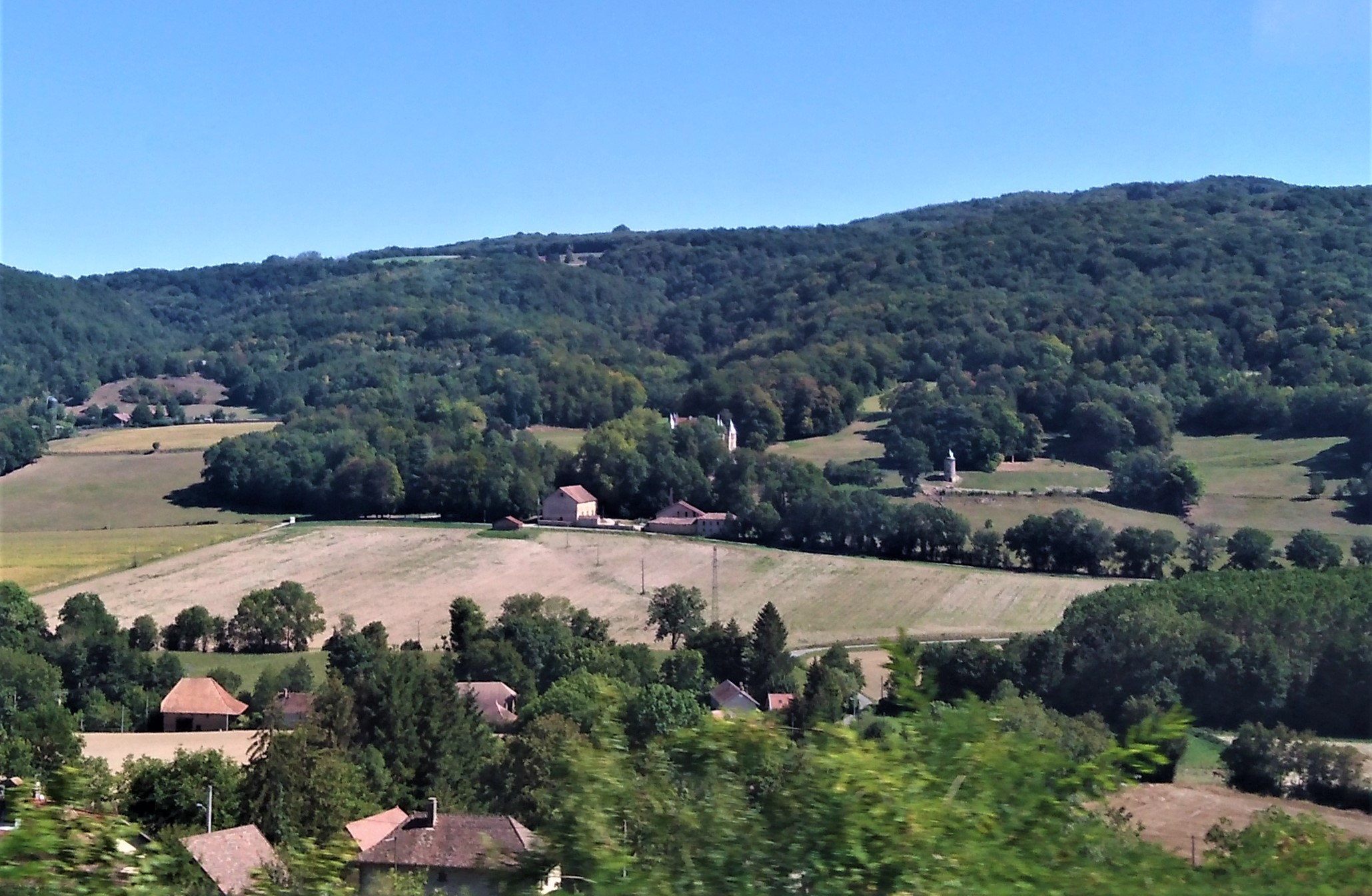
Environnement du château de Pupetières (situé au centre de la photo).

La sortie d'autoroute (A43), la plus proche, est celle qui dessert l'agglomération de Rives. Une bretelle autoroutière permet de rejoindre la RD 520 (ancienne RN 520) qui traverse Châbons.
Moins d'un kilomètre avant l'entrée de ce village (depuis la sortie autoroutière), la RD 73 croise la RD 520 au « carrefour des quatre routes ». Cette voie qui permet de relier la commune des Abrets-en-Dauphiné à celle de Beaurepaire passe en contrebas du domaine du château, en limite du territoire de Virieu.
Les gares de Châbons et de Virieu sont les gares ferroviaires les plus proches. Celles-ci permettent de se rendre à Grenoble, Lyon, Voiron et Bourgoin-Jallieu ainsi que des stations intermédiaires, soit de façon directe, soit en utilisant des correspondances.

## Histoire

Blason des Virieu-Pupetières

L'histoire de ce château est lié à celle de la famille de Virieu.

### Du Moyen Âge à la Révolution
C'est en 1222 que fut construit par les membres d'une branche de la famille de Virieu un premier château qui fut le centre de la seigneurie de Châbons. À l'origine ce n'était qu'une maison fortifiée où les Virieu vécurent jusqu'à la Révolution. Durant la période révolutionnaire, le château fut entièrement dévasté, puis incendié.
À cette époque les biens de la famille furent confisqués et les Virieu durent s'expatrier près de Genève, en Suisse, ou une autre branche de leur famille était implantée.

### Époque contemporaine
À son retour en 1805, la comtesse de Virieu ne retrouva que trois tours en ruines de son ancienne maison forte qui avait été pillée et brûlée lors de la Révolution.
Elle décida de racheter ses terres du Grand-Lemps, de Montrevel et de Pupetières et ce fut son petit-fils, Alphonse, qui confie quelques années plus tard (vers 1861), la reconstruction du château à Eugène Viollet-le-Duc, . Il sera assisté par l'architecte Denis Darcy.

L'architecte redonne vie à ce patrimoine en édifiant un ensemble néogothique. Selon un article paru dans le Dauphiné libéré, plus de 45 modèles de tuiles ont été nécessaires pour la réalisation du toit . À la fin des travaux, c'est un nouveau château qui s'érige au cœur du domaine, en conformité avec l'idée que son auteur a de son travail de « restauration » :
« 
Restaurer un édifice, ce n’est pas l’entretenir, le réparer ou le refaire, c’est le rétablir dans un état complet qui peut n’avoir jamais existé à un moment donné
 »
En 1873, le peintre peintre, aquarelliste et graveur néerlandais Johan Barthold Jongkind, installé tout d'abord au Hameau de Mallein près du château de Pupetières, chez son fils Jules Fesser, puis dans la commune de La Côte-Saint-André, a réalisé un grand nombre d’œuvres représentant les paysages de la haute vallée de la Bourbre qui entoure le château, ainsi que ceux de la plaine de  Bièvre, voisine des Terres froides.
Dans ses colonnes consacrées aux nouvelles mondaines, le journal Le Matin, distribué le 10 juillet 1899 que « le marquis et la marquise de Virieu née de Noailles viennent de s'installer au château de Pupetières, où ils passeront la semaine... » indiquant ainsi une certaine notoriété pour cette famille et à son château.

## Description

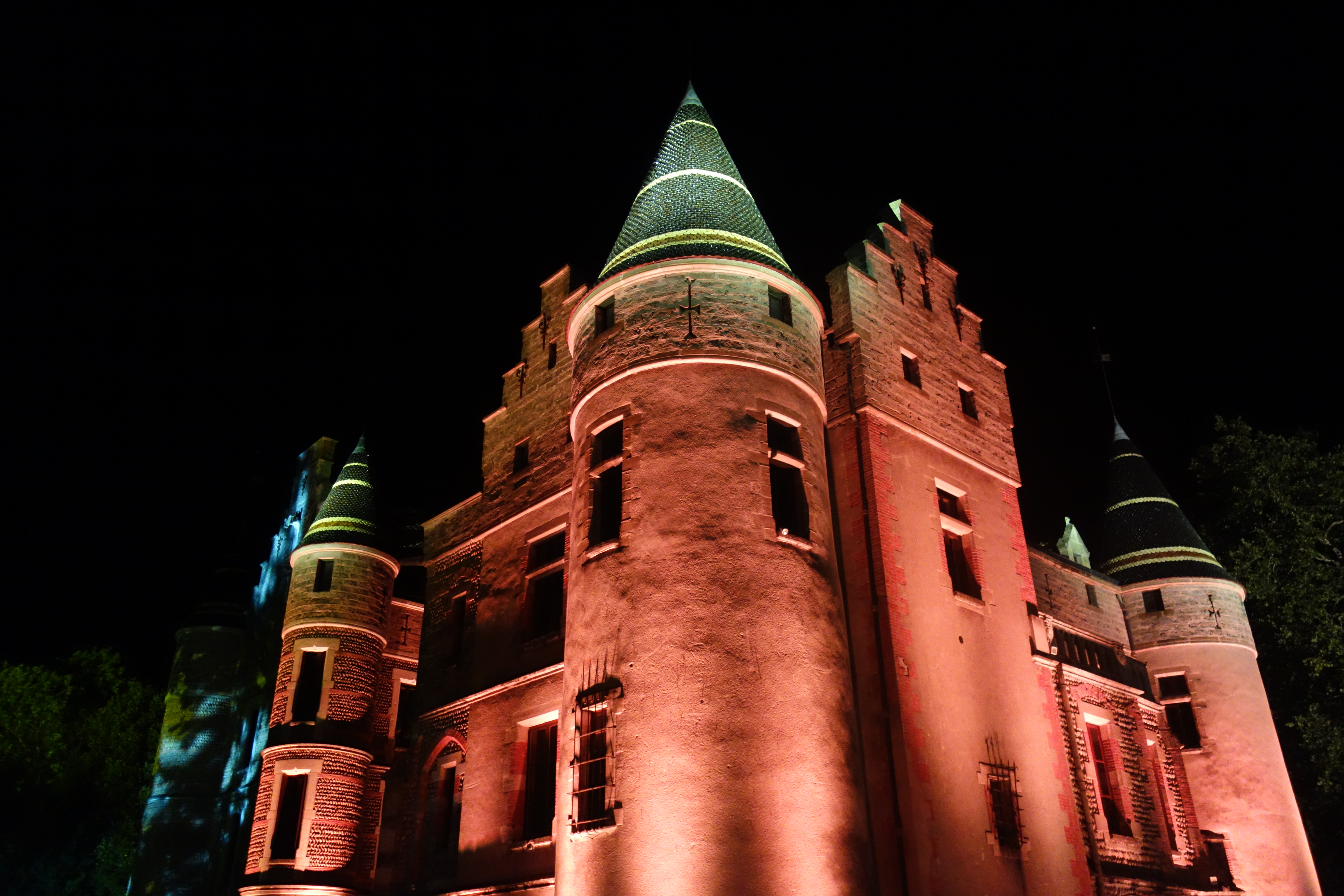
Illumination du château de Pupetières durant le concert du Concert Spirituel dans le cadre du Festival Berlioz en 2017.

Voici, ci-dessous, l'extrait d'un texte, écrit de la main même de Stéphanie de Virieu, artiste peintre et sculptrice française, élève de Jacques-Louis David et fille du marquis de Virieu, qui décrit le château et son domaine, en 1859 (année précédant sa restauration) :
« 
Il (le château) n'était ni beau, ni bien grand. ce qui me plut davantage, ce furent les communs, fort nombreux et pittoresquement agencés avec une vieille tour contre les écuries. Ce qui surtout me ravit, ce furent les eaux. Car de l'eau vivante et claire courait partout [...] L'eau descendait du vallon et débouchait dans la cour en une cascade bouillonnante dont le chant était ininterrompu. L'ensemble s'achevait par un jardin à choux et à laitues qui partait du chemin d'arrivée. Il était si raide qu'il fallait toujours plusieurs chevaux pour hisser une voiture jusque devant le château. »
Dans le Mercure de France, le lecteur peut découvrir une autre description du château, signé par Paul Berret et publiée 1er août 1933 :
« 
Pupetières a été achevé en 1862 par Viollet-le-Duc; il dresse aujourd'hui ses tours moyenâgeuses à l'embouchure du vallon qu'il cache aux yeux du promeneur; il apparaît d'une architecture trop neuve avec ses pierres roses et blanches et ses tours effilées... »
Les éléments protégés au titre des  monuments historiques sont les façades et toitures du château ainsi que des communs. les pièces suivantes avec leur décor : vestibule, escalier avec sa rampe en fer forgé, salle à manger, grand salon avec sa cheminée, bibliothèque y compris les armoires à livres sur deux étages, la chambre d'apparat dite de la duchesse de Noailles avec sa cheminée et la chambre de la reine Esther.

### Aspect extérieur

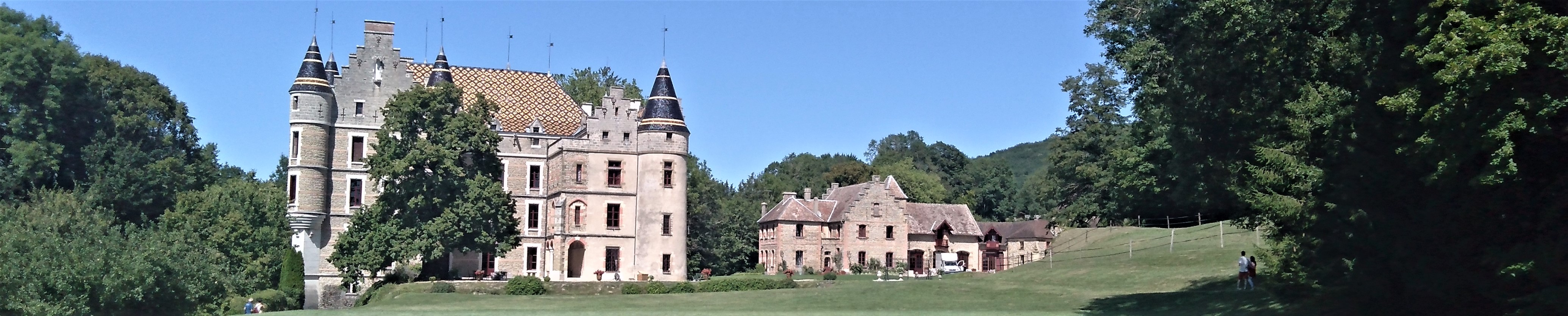

Le château est un bel exemple de l'architecture de style néogothique du XIXe siècle dans le département de l'Isère. D'une surface de 7 500 m2, différents matériaux de construction furent utilisés pour sa reconstruction intervenue en 1861. Ainsi les murs de pierres côtoient ceux de briques, de pisé et de galets en pesci. Un avant-corps en saillie, de forme hexagonale, orné d'une balustrade, marque l'entrée. 
Les sept tours, coiffées en poivrière, et le corps de logis sont recouverts de tuiles écailles vernissées qui mettent en valeur les multiples décrochements des toitures du château.
Les communs ou dépendances (anciennes écuries et logement des domestiques), également rénovés, sont situés près de l'entrée monumentale où s'effectue également l'accueil des visiteurs.

### Aspect intérieur

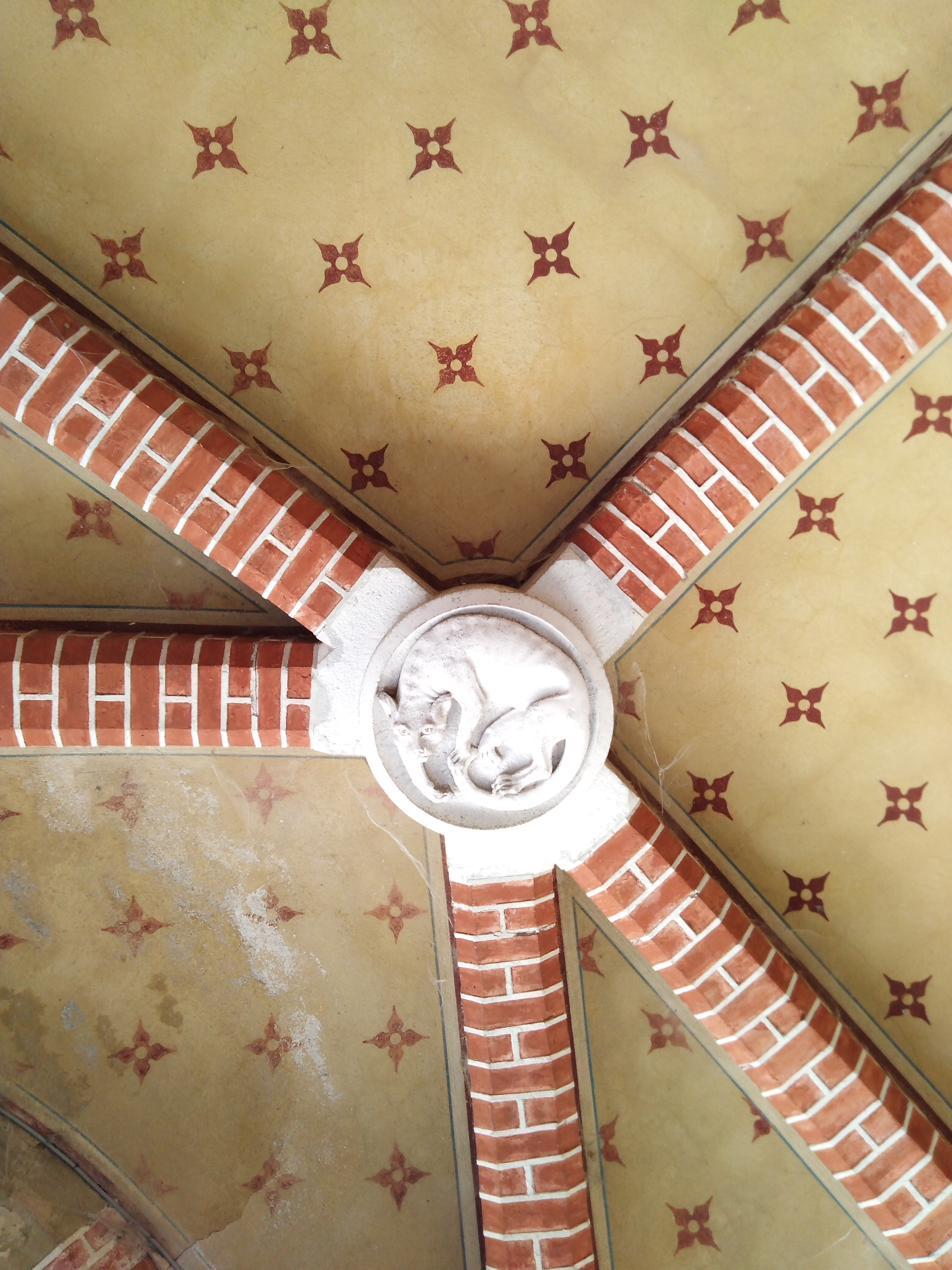
Voute du porche du château.

À l’intérieur de la bâtisse, les décors mêlent aussi différents matériaux. Les bois peints du grand salon ou trône une cheminée monumentale dont la sculpture du manteau représente une scène rappelant que la famille de Virieu offrit des terres afin que les chartreux puissent construire leur abbaye de la Sylve Bénite (Le Pin). 
Ce même salon possède plusieurs tapisseries originaires de la manufacture royale de Beauvais. La bibliothèque est aussi ornée de bois peints et abrite de nombreux et précieux ouvrages ainsi que des archives que la famille avait cachés avant de se réfugier en Suisse. Ces écrits ont ainsi pu regagner les armoires à livres sur deux étages de la propriété. Brique et marbre sont aussi très présents à l’intérieur du château, tout comme de nombreux faux drapés caractéristiques des restaurations de Viollet-le-Duc.

### Jardins
Le château est entouré par un domaine paysager sobrement agrémenté par une cascade et un plan d'eau. Ce grand parc paysager fleuri avec son étang est situé au sud de l'édifice. 
Ce secteur de la propriété domine la vallée de la Bourbre (dénommé le « Petit Grésivaudan » par l'historien local Félix Crozet), avec au loin la silhouette de l'église Notre Dame de l'Assomption de Châbons qui se détache à l'horizon durant le coucher du soleil.

## Évocations

### Alphonse de Lamartine
En 1819, l'écrivain et poète français Alphonse de Lamartine, invité sur les lieux  par le jeune Aymon de Virieu, écrit le poème Le Vallon, publié en 1820 dans son recueil Méditations poétiques, dans lequel il évoque la nature entourant le domaine de Pupetières et la région de la vallée de la Bourbre (« un horizon borné qui suffit à mes yeux »). 

Lamartine évoquera de nouveau ce coin de verdure dans un autre de ses textes : 
« Ce vallon est situé dans les montagnes du Dauphiné, aux environs du Grand-Lemps, il se creuse entre deux collines boisées, et son embouchure est fermée par les ruines d'un vieux manoir qui appartenait à mon ami Aymon de Virieu. Nous allions quelquefois y passer des heures de solitude, à l'ombre des pans de murs abandonnés que mon ami se proposait de relever et d'habiter un jour. Nous y tracions en idée des allées, des pelouses, des étangs, sous les antiques châtaigniers qui se tendaient leurs branches d'une colline à l'autre... »

### C-A Costa de Beauregard
Le marquis Charles-Albert Costa de Beauregard, écrivain et historien franco-savoyard mais aussi député de Savoie, est l'auteur d'un ouvrage dénommé Le Roman d'un royaliste sous la Révolution. Souvenirs du Comte de Virieu (1892), dans lequel il narre la vie du comte de Virieu et de sa famille dans leur château de Pupetières durant la Révolution française.

### Anna de Noailles
Co-créatrice du prix littéraire « Vie Heureuse » qui deviendra le Prix Femina et membre de l'académie royale de langue et de littérature françaises de Belgique, la poétesse Anna de Noailles viendra rendre visite au château à sa belle-sœur Elisabeth de Noailles qui avait épousé le marquis Wilfrid de Virieu.
Inspirée par son condisciple Alphonse de Lamartine, la comtesse écrira près de 90 ans plus tard, un poème intitulé « Les Eblouissements » paru en 1907 et dont l'extrait ci-dessous fait référence au lieu et à son histoire :
« Dans ce vallon tintant de fraîcheur argentine

J’ai mis mes faibles pas dans vos pas, Lamartine,

Et je vais, le cœur grave et le regard penché,

Sur les chemins étroits où vos pieds ont marché.

Le vallon, entre ses coteaux,

Que parfument de molles menthes,

Comme un vase aux parois charmantes

Contient la liquide douceur

De cent petites sources sœurs.

On entend bruire la course

De ces joyeuses, folles sources ! »

## Manifestations

### Festival Berlioz

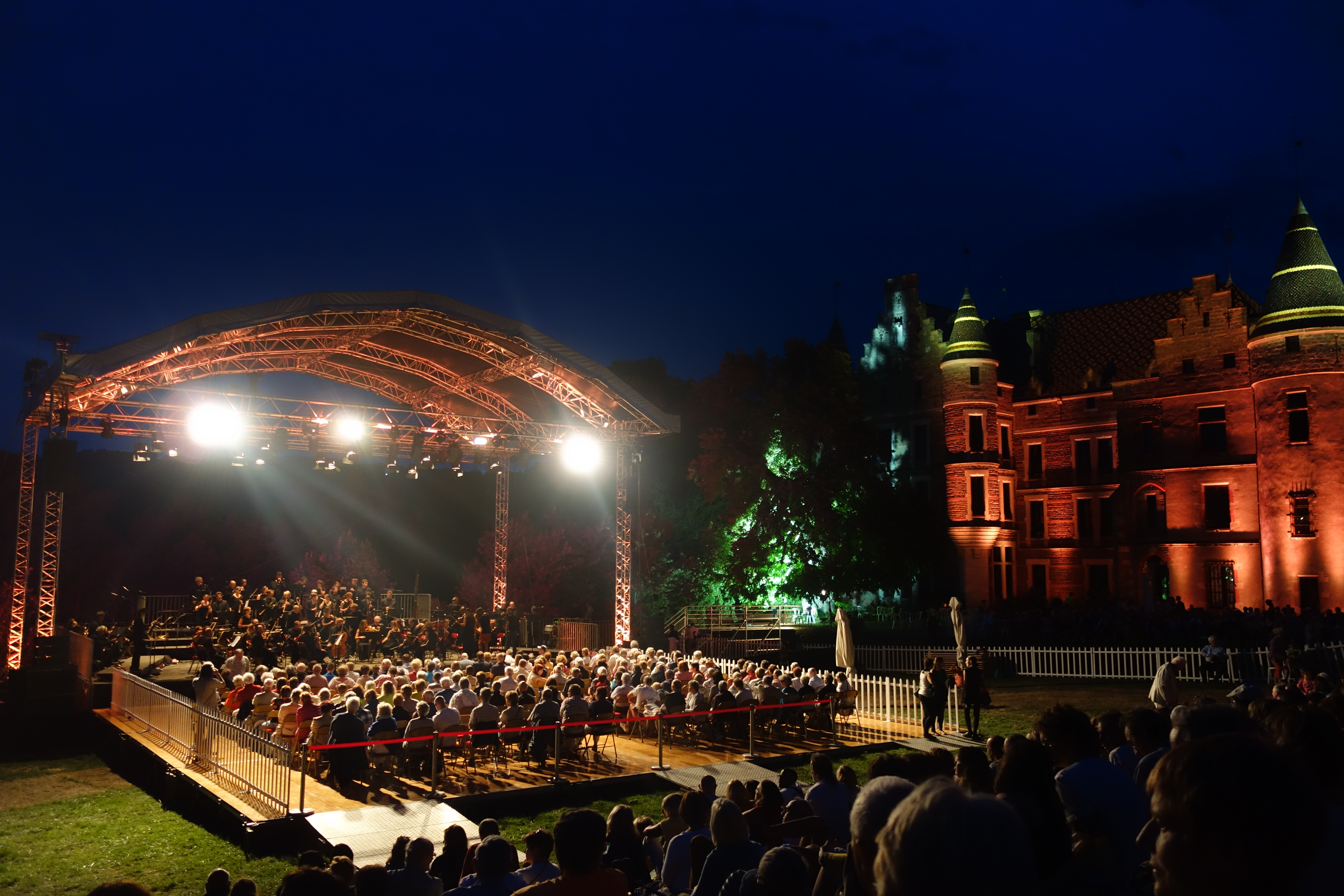
Concert Spirituel dans le cadre du Festival Berlioz, août 2017.

Lors de l'édition 2017 du festival Berlioz, organisé à La Côte-Saint-André en l'honneur du compositeur français, des concerts « décentralisés » et des lectures dans les salons et jardins, est organisé dans le domaine et le château. 
Le programme (dénommé « le concert spirituel » sous la direction d'Hervé Niquet)  présente plusieurs œuvres musicales:
- Marc-Antoine Charpentier
  - Te Deum, Marches pour les trompettes » (extraits)
- Georg Friedrich Haendel
  - Water Music (Suites I et II)
  - Concerti grossi n° 4 et n° 5 op. 3 (extraits)
  - Water Music (Suite III)
  - Music for the Royal Fireworks (accompagné d'un feu d'artifice).

### La journée des plantes
Chaque année, les propriétaires du château de Pupetières organisent la journée des plantes, manifestation  qui permet d'accueillir un vaste public venant découvrir le parc partagé entre de nombreux exposants de fleurs et de plantes variées, ainsi que des animations, des conférences et des ateliers-exposition. Des visites du château, seront également proposées de façon concomitante avec cet événement.
La 10e édition  de la journée s'est déroulée au mois de septembre 2021 avec la présence de près de 70 exposants. Durant l'édition de 2017, deux films documentaires avaient été projetés à l'occasion de la 6e journée. La 11e édition qui abritait 85 exposants s'est déroulé les 30 septembre et 1er octobre 2022.

## Galerie

Quelques photos du château de Pupetières et de son domaine en août 2019
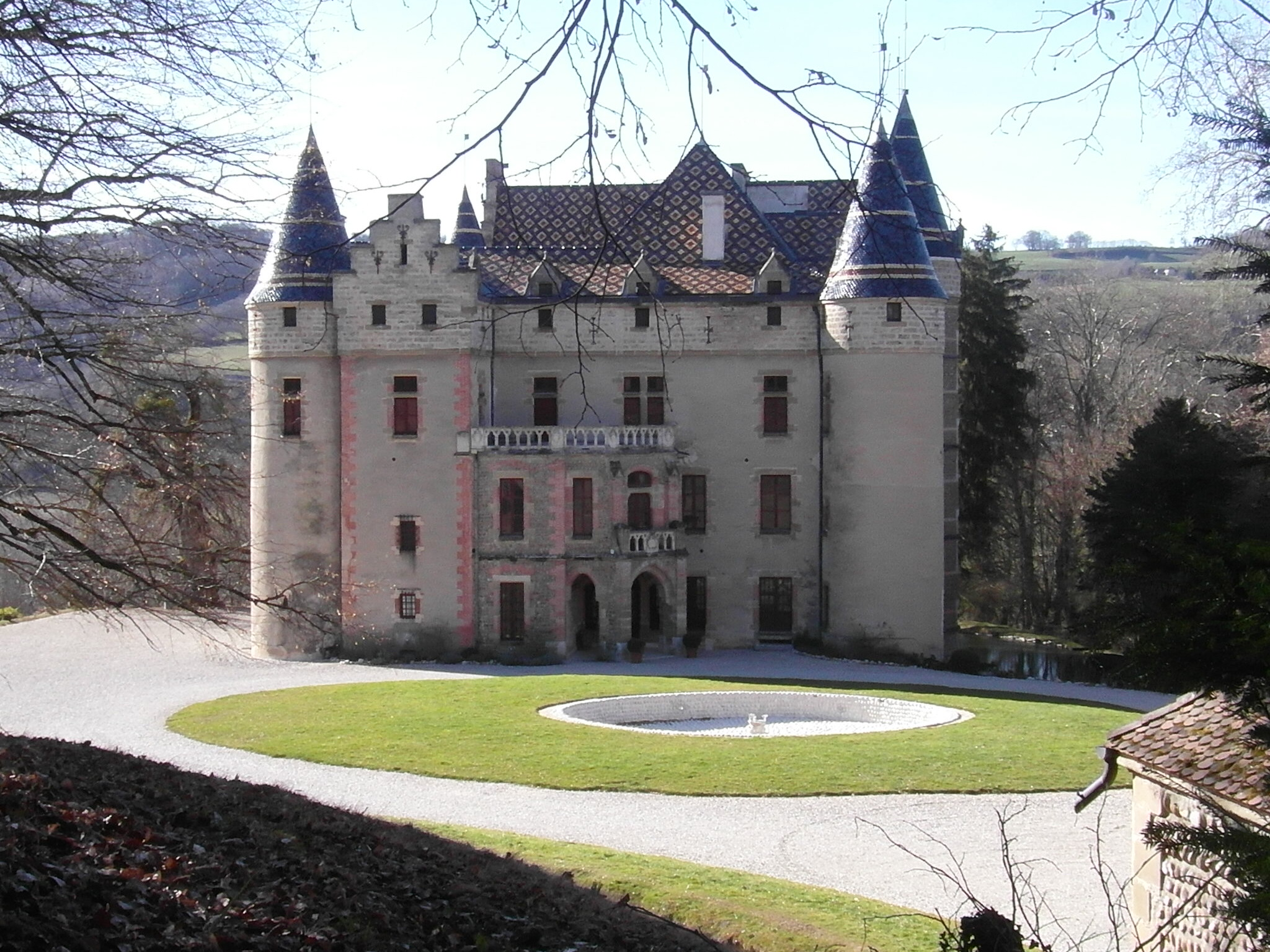
Le château en mars 2019.
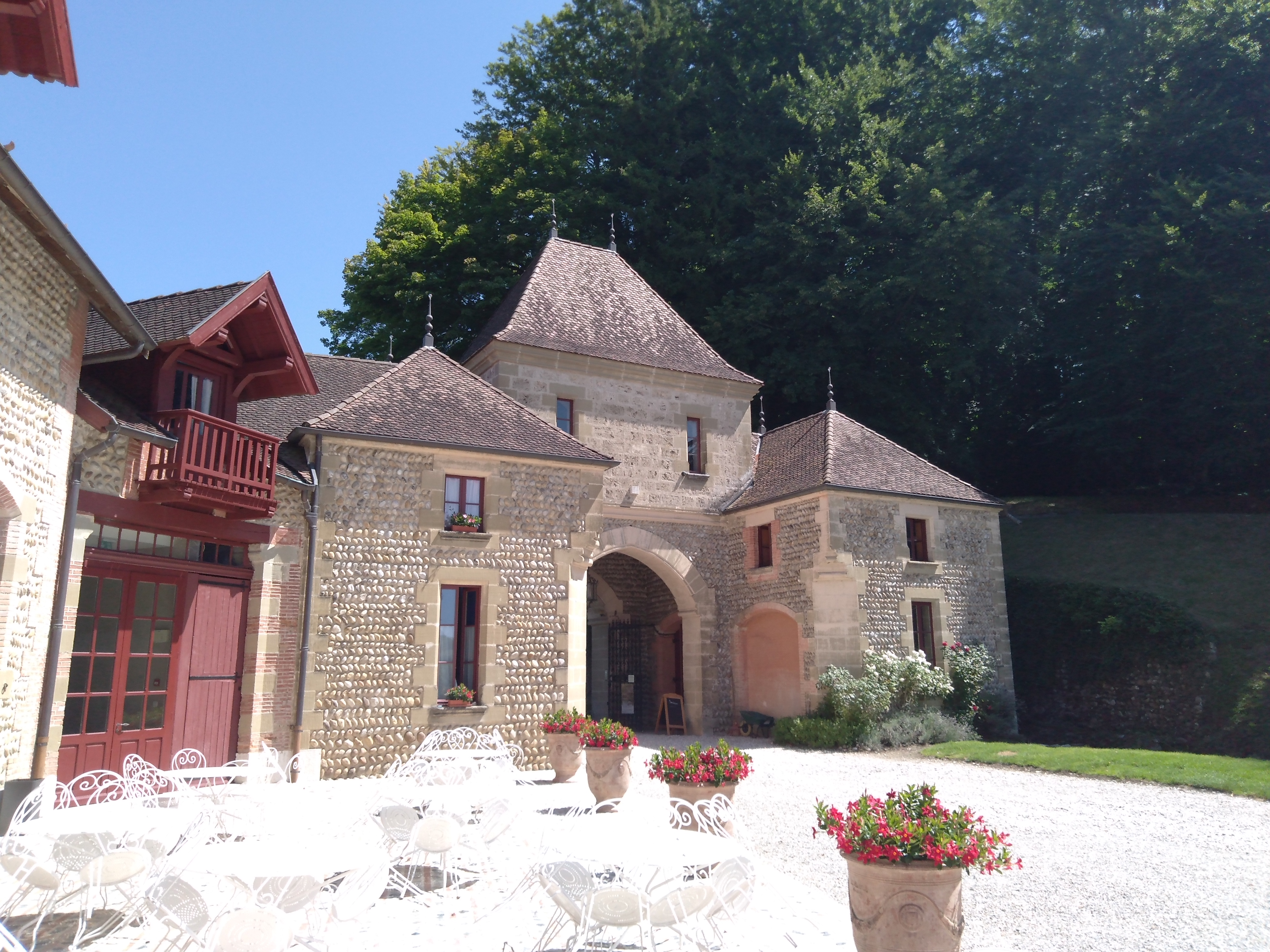
Entrée et communs.
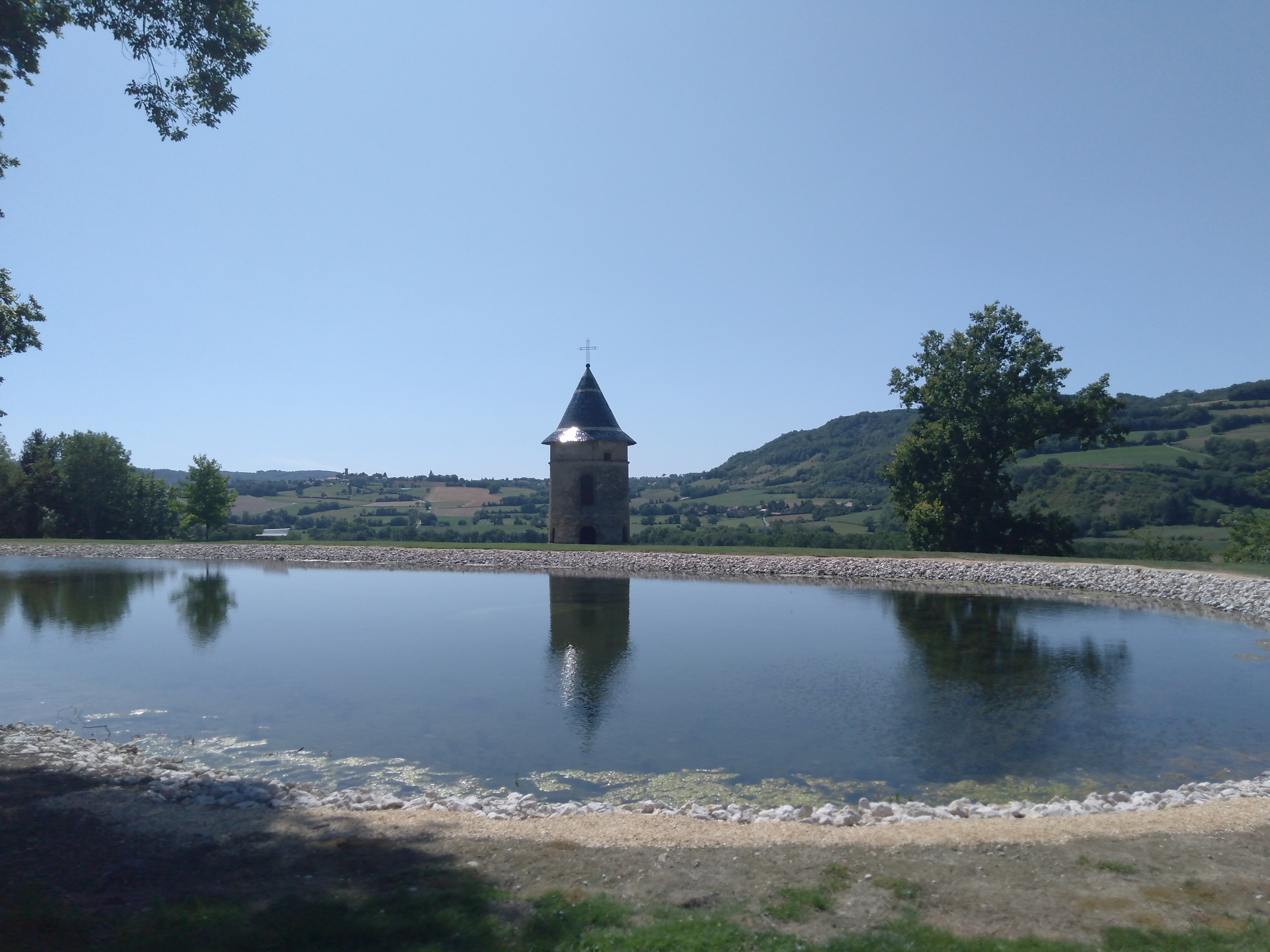
L'étang du domaine.
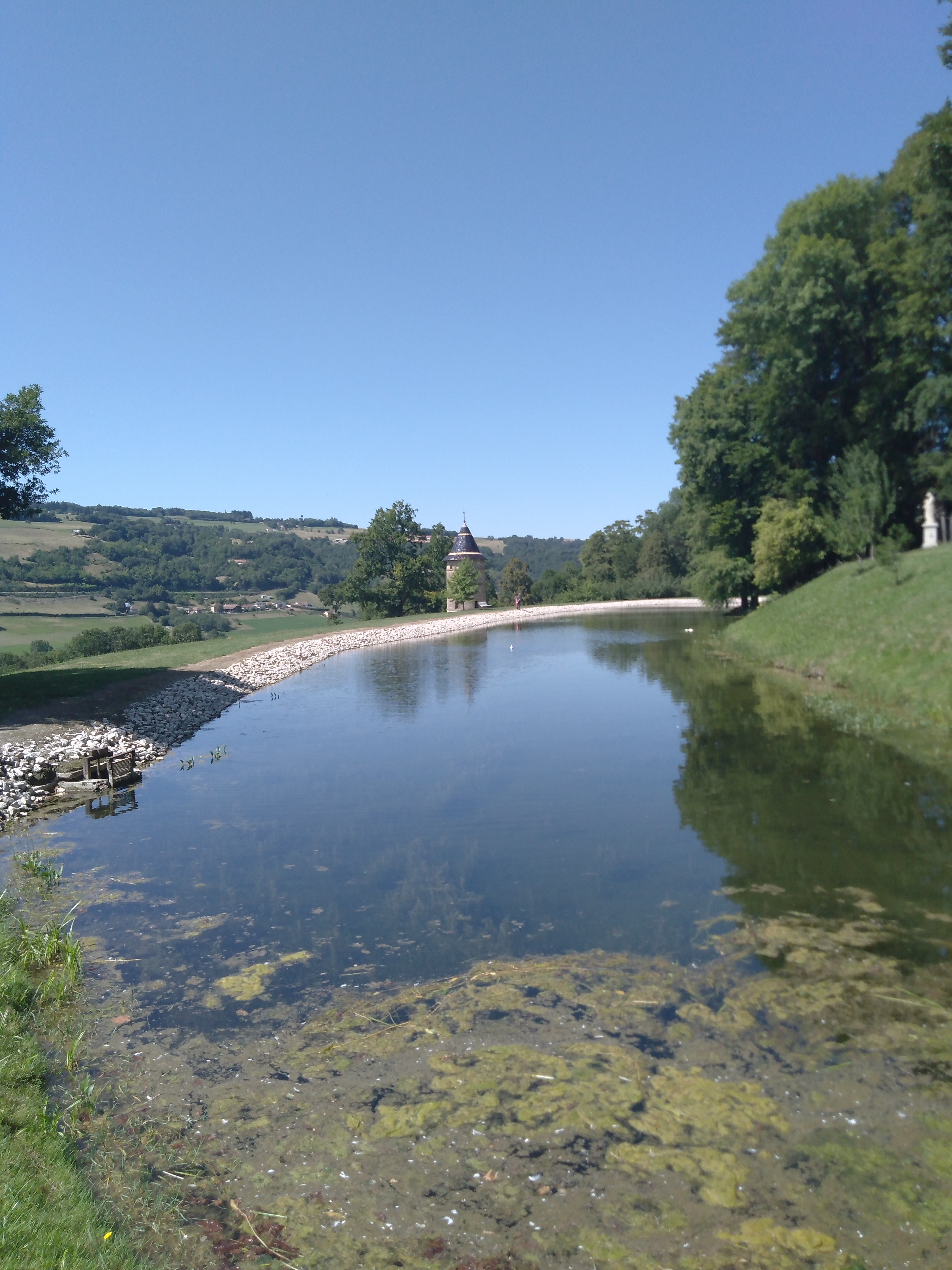
L'étang.
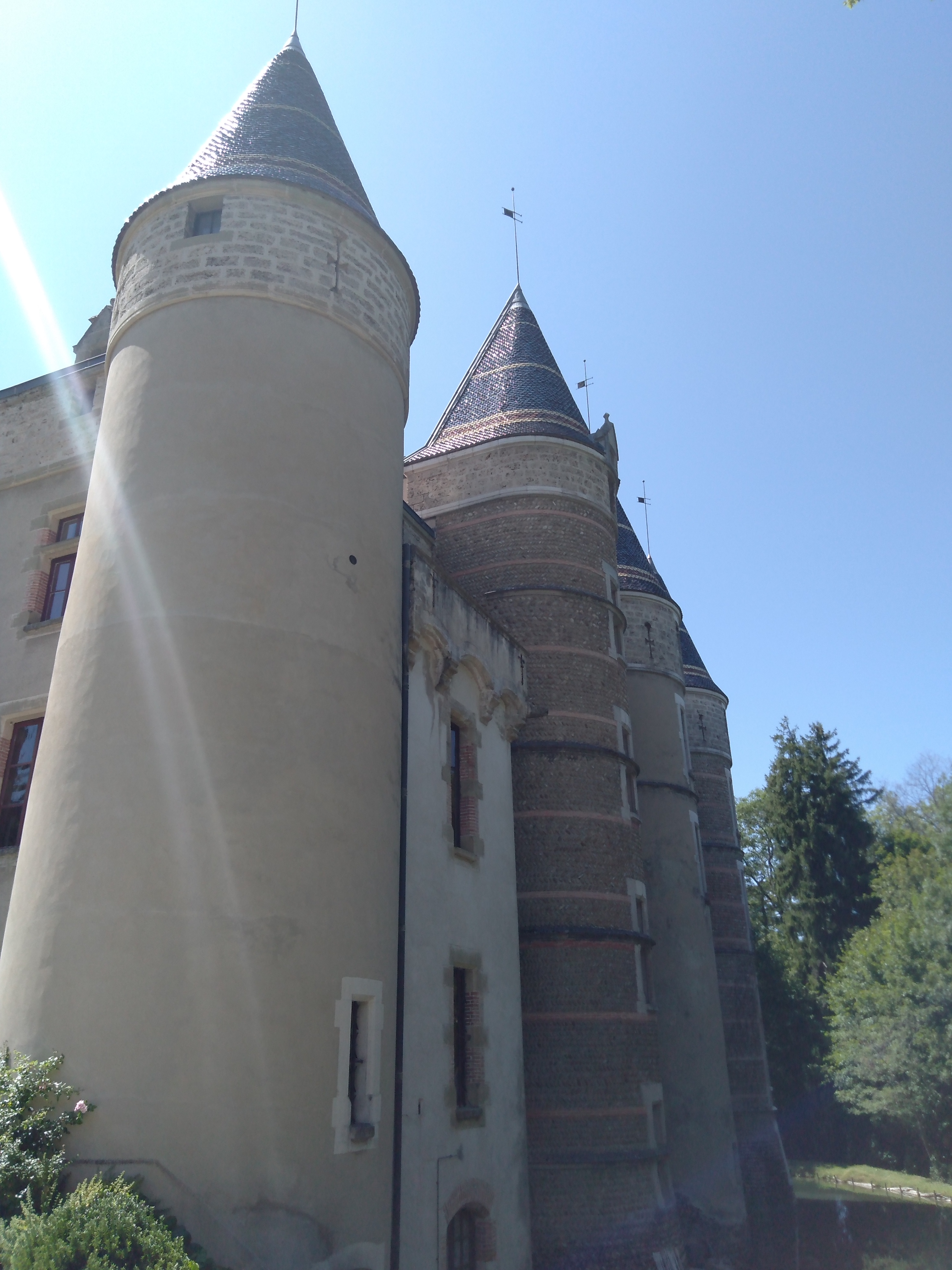
La tour ancienne.
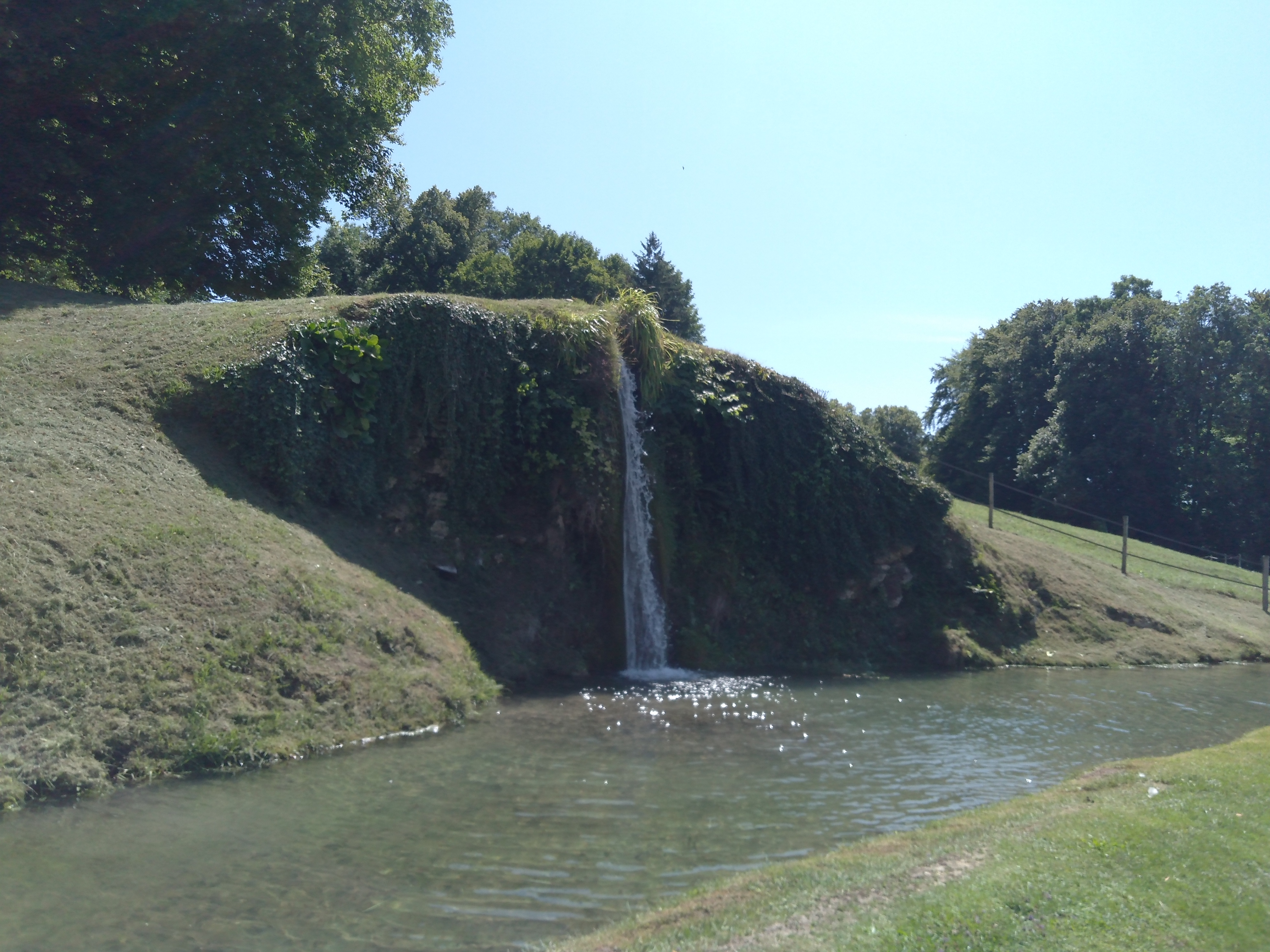
La cascade.
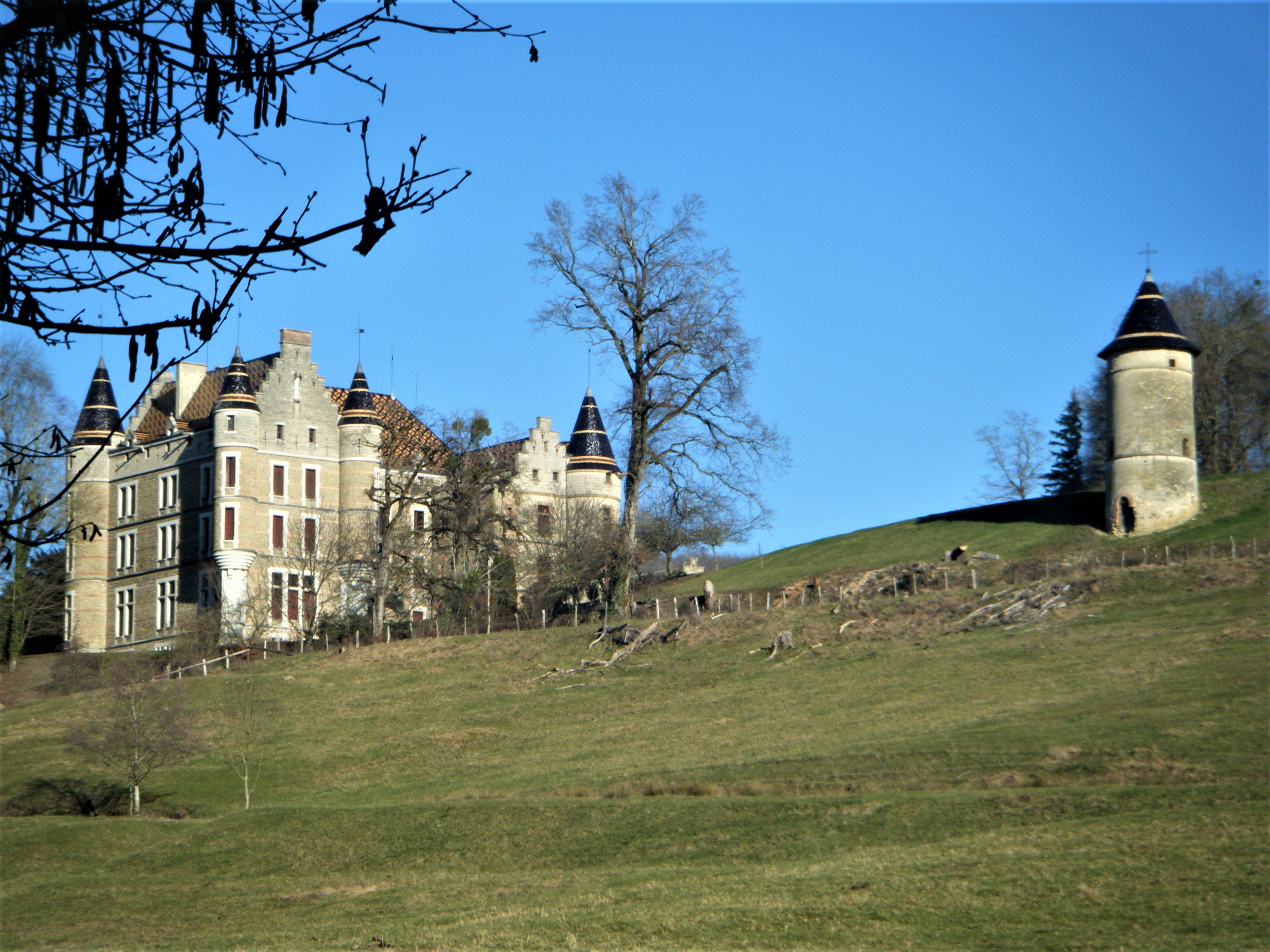
Domaine depuis la RD 73.
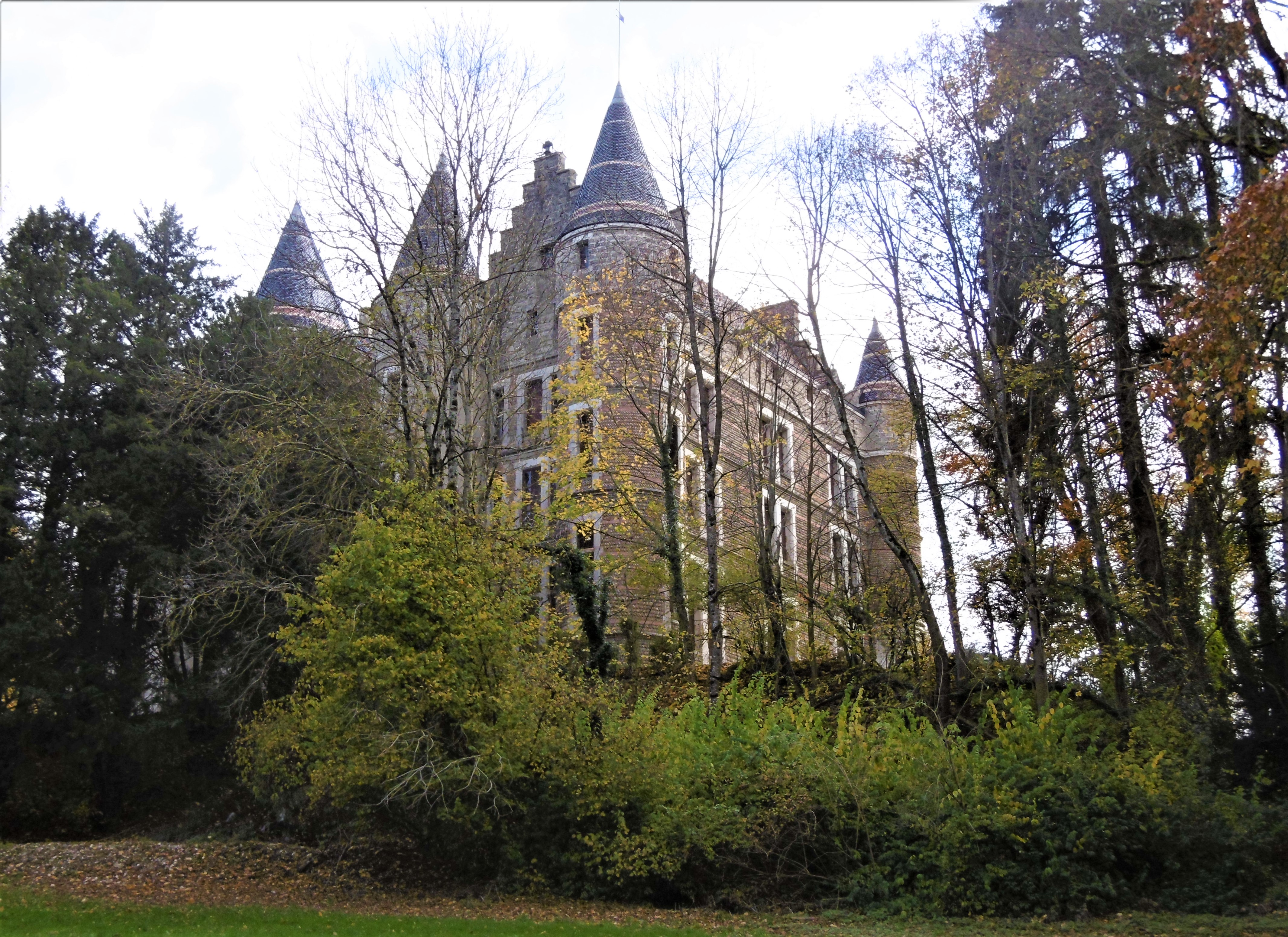
Le château en novembre 2020.